# Bonn (Sänger)

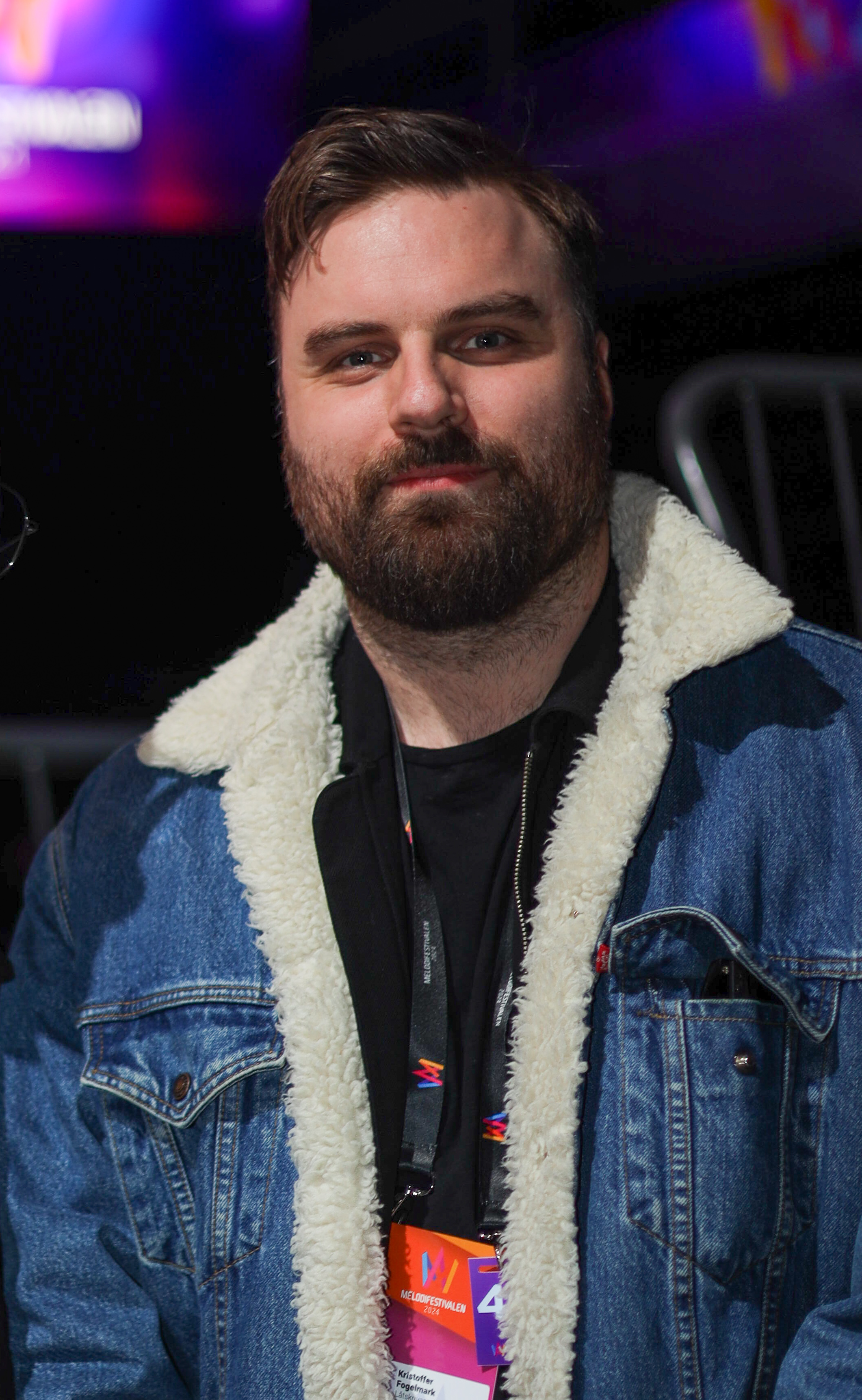
Bonn, 2024

Bonn (* 5. Juni 1990 in Stockholm, Schweden als Kristoffer Jan Patrick Fogelmark) ist ein schwedischer Sänger, Songwriter und Musikproduzent, der erstmals durch seine Mitarbeit an dem zweiten Studioalbum der englisch-irischen Popband One Direction auf sich aufmerksam machen konnte. Er schrieb unter anderem Lieder für Flo Rida, Hilary Duff und MØ. Als Sänger war er zu Beginn vermehrt als Background-Vocals aktiv, fokussierte sich ab 2015 aber auch auf vollständige Gesangsbeiträge, wofür er neben seinem heutigen Künstlernamen, auch das Pseudonym Kris Fogelmark nutzte. 2017 steuerte er die Vocals des Liedes More Than You Know von Axwell Λ Ingrosso bei, bei dem er jedoch nicht als Interpret aufgeführt wurde. Zwischen 2018 und 2019 war er Teil des Teams, das das Studioalbum Tim des 2018 verstorbenen schwedischen DJ und Produzenten Avicii fertigstellte.

## Karriere
Fogelmark wurde in der schwedischen Hauptstadt Stockholm geboren, wo er aufwuchs. Zusammen mit seinem Kindheitsfreund Albin Nedler besuchte er die Adolf-Fredriks Musikklasser, eine Grundschule, die sich auf die Arbeit mit Musik fokussiert. Später gingen sie gemeinsam auf das Södra Latins Gymnasium. Um auf ihrer musikalischen Grundausbildung aufzubauen, zogen sie nach ihrem Abschluss in die Gemeinde Örnsköldsvik, in der schwedischen Provinz Västernorrlands län, um dort die Musikmakarna Songwriters Academy YH zu besuchen.
Im Jahr 2012 unterzeichneten sie einen Vertrag bei Kinglet Studios, einem Aufnahmestudio in Stockholm, das vom schwedischen Musikproduzenten und Songwriter Carl Falk gemeinsam mit Rami Yacoub geführt wird. Im gleichen Zuge wurden sie für deren zusammen mit Savan Kotecha betriebenen Musikverlag „SK Music Publishing“ verpflichtet. Zwischen Mai und August 2012 erfolgte in den Kinglet Studios die Produktion des zweiten Studioalbums der irisch-britischen Popband One Direction, bei denen das Nedler und Fogelmark Falk und Yacoub bei der Produktion, dem Songwriting, der Programmierung und als Background-Stimmen assistierten. Eine der ausgekoppelten Singles, war der von ihnen geschriebene Track Kiss You, der sie unter anderem in die deutschen, schwedischen und US-amerikanischen Single-Charts brachte und sich rund zwei Millionen Mal verkaufte. Für ihre Arbeit an dem Album wurden sie mit einem Denniz Pop Awards in der Kategorie Rookie Songwriter und Produzent ausgezeichnet.
Zwischen 2013 und 2014 arbeiteten sie als Team unter anderem an dem fünften Studioalbum der Boyband Boyzone, dem Album Tattoos von Jason Derulo sowie als Vocal-Editor beim 2014 erschienenen Studioalbum Sorry I’m Late von Cher Lloyd, wo sie unter anderem auch auf den Songwriter Max Martin trafen.
Anfang 2015 steuerte unter dem Pseudonym Kris Fogelmark den Song Love Was My Alibi zum US-amerikanischen Historiendrama Das Versprechen eines Lebens mit Russell Crowe bei. Crowe war hierbei auch als Songwriter beteiligt. Im Sommer selben Jahres war er mit Nedler unter anderem auf Demi Lovatos Studioalbum Confident, Ellie Gouldings Delirium und Wake Up von The Vamps zu hören. Im Oktober 2015 erschien das zweite Studioalbum Stories des schwedischen Produzenten Avicii, an dem er zusammen mit Nedler an den Tracks For a Better Day und Pure Grinding beteiligt war. Beide wurden auch als Single ausgekoppelt und rückten in die Charts mehrerer Länder vor. Im Folgejahr arbeiteten sie gemeinsam mit Olly Murs an dessen Studioalbum 24 Hrs.
2017 gründete Fogelmark zusammen mit Nedler ihre eigene Produktionsfirma „M0B Music“, die Teil der „Kobalt Music Group“ ist. Die Aufnahmen des Labels erfolgen wie gehabt in den Kinglet Studios. Die Zusammenarbeit mit Carl Falk wurde ebenfalls fortgeführt. Im Frühjahr 2017 steuerte Fogelmark den Gesang des Liedes More Than You Know des schwedischen DJ-Duos Axwell Λ Ingrosso bei. Das Lied wurde vom schwedischen Musiker-Duo Vargas & Lagola geschrieben, auf das er später bei seinen Arbeiten mit Avicii traf. Der Song entwickelte sich zu einem Welterfolg und landete in sieben Ländern auf Platz eins, darunter in Deutschland, Ungarn und Tschechien. Gemeinsam mit dem Duo trug er das Lied beim Amsterdam Dance Event vor.
2017 übernahm er mit seinem Team die gesamte Produktion des Studioalbums Youngblood von 5 Seconds of Summer, das 2018 veröffentlicht wurde. Im Juli 2018 veröffentlichte der niederländische DJ und Produzent Martin Garrix das Lied High on Life, das unmittelbar zuvor beim Tomorrowland 2018 gemeinsam vortrugen. Hierbei trat er erstmals als Sänger unter dem Pseudonym Bonn auf. Er erreichte mit dem Lied die Charts mehrerer Länder Europas sowie die US-amerikanischen Dance-Charts. Eine zweite Kollaboration wurde wenige Monate später angekündigt und am 22. Februar 2019 mit dem Titel No Sleep veröffentlicht. Das offizielle Musikvideo zeigt die beiden Musiker an verschiedenen Schauplätzen und Symbolisiert eine Freundschaft.
Im März 2018 arbeitete er gemeinsam mit Avicii an mehreren Songs für dessen drittes Studioalbum. Nachdem dieser im April 2018 tot aufgefunden wurde, sollten die Tracks für eine posthume Veröffentlichung fertiggestellt werden. Er bildete mit Nedler eines der Teams, das an insgesamt drei Songs des Albums Tim beteiligt war. Eines der Resultate, war das Lied SOS mit Aloe Blacc, das als erste posthume Single im April 2019 veröffentlicht wurde. Das Album mitsamt der zwei anderen von ihm folgte im Juni 2019.

## Diskografie

### Singles
| Jahr | Titel Album                               | Höchstplatzierung, Gesamtwochen, AuszeichnungChartplatzierungen (Jahr, Titel, Album, Platzierungen, Wochen, Auszeichnungen, Anmerkungen) | Höchstplatzierung, Gesamtwochen, AuszeichnungChartplatzierungen (Jahr, Titel, Album, Platzierungen, Wochen, Auszeichnungen, Anmerkungen) | Höchstplatzierung, Gesamtwochen, AuszeichnungChartplatzierungen (Jahr, Titel, Album, Platzierungen, Wochen, Auszeichnungen, Anmerkungen) | Höchstplatzierung, Gesamtwochen, AuszeichnungChartplatzierungen (Jahr, Titel, Album, Platzierungen, Wochen, Auszeichnungen, Anmerkungen) | Höchstplatzierung, Gesamtwochen, AuszeichnungChartplatzierungen (Jahr, Titel, Album, Platzierungen, Wochen, Auszeichnungen, Anmerkungen) | Anmerkungen                                              |
| Jahr | Titel Album                               | DE | AT | CH | UK | SE | Anmerkungen                                              |
| ---- | ----------------------------------------- | --- | --- | --- | --- | --- | -------------------------------------------------------- |
| 2017 | More Than You Know                        | DE1 ×3Dreifachplatin · (50 Wo.)DE | AT1 Platin · (47 Wo.)AT | CH2 (51 Wo.)CH | UK30 Platin · (13 Wo.)UK | SE2 ×10Zehnfachplatin · (62 Wo.)SE | Erstveröffentlichung: 26. Mai 2017 mit Axwell Λ Ingrosso |
| 2018 | High on Life The Martin Garrix Experience | DE66 (2 Wo.)DE | AT52 (3 Wo.)AT | CH45 (3 Wo.)CH | UK— SilberUK | SE29 (13 Wo.)SE | Erstveröffentlichung: 29. Juli 2018 mit Martin Garrix    |
| 2019 | No Sleep The Martin Garrix Experience     | DE96 (1 Wo.)DE | AT61 (1 Wo.)AT | CH58 (1 Wo.)CH | — | SE41 (9 Wo.)SE | Erstveröffentlichung: 22. Februar 2019 mit Martin Garrix |
| 2023 | The Feeling All Stand Together            | DE45 Gold · (15 Wo.)DE | AT5 Platin · (18 Wo.)AT | CH23 Platin · (23 Wo.)CH | — | — | Erstveröffentlichung: 9. Juni 2023 feat. Bonn            |

Weitere Singles
- 2015: Love Was My Alibi (als Kris Fogelmark)
- 2019: Home (mit Martin Garrix)

### Autorenbeiträge
| Jahr | Titel Interpretation        | Höchstplatzierung, Gesamtwochen, AuszeichnungChartplatzierungen (Jahr, Titel, Interpretation, Platzierungen, Wochen, Auszeichnungen, Anmerkungen) | Höchstplatzierung, Gesamtwochen, AuszeichnungChartplatzierungen (Jahr, Titel, Interpretation, Platzierungen, Wochen, Auszeichnungen, Anmerkungen) | Höchstplatzierung, Gesamtwochen, AuszeichnungChartplatzierungen (Jahr, Titel, Interpretation, Platzierungen, Wochen, Auszeichnungen, Anmerkungen) | Höchstplatzierung, Gesamtwochen, AuszeichnungChartplatzierungen (Jahr, Titel, Interpretation, Platzierungen, Wochen, Auszeichnungen, Anmerkungen) | Höchstplatzierung, Gesamtwochen, AuszeichnungChartplatzierungen (Jahr, Titel, Interpretation, Platzierungen, Wochen, Auszeichnungen, Anmerkungen) | Höchstplatzierung, Gesamtwochen, AuszeichnungChartplatzierungen (Jahr, Titel, Interpretation, Platzierungen, Wochen, Auszeichnungen, Anmerkungen) | Anmerkungen                              |
| Jahr | Titel Interpretation        | DE | AT | CH | UK | US | SE | Anmerkungen                              |
| ---- | --------------------------- | --- | --- | --- | --- | --- | --- | ---------------------------------------- |
| 2012 | Kiss You One Direction      | DE69 (4 Wo.)DE | AT57 (1 Wo.)AT | CH45 (6 Wo.)CH | UK9 Gold · (19 Wo.)UK | US46 Gold · (16 Wo.)US | SE50 (7 Wo.)SE | Erstveröffentlichung: 16. November 2012  |
| 2015 | Pure Grinding Stories       | DE94 (1 Wo.)DE | AT71 (1 Wo.)AT | — | — | — | SE19 Platin · (13 Wo.)SE | Erstveröffentlichung: 25. August 2015    |
| 2015 | For a Better Day Avicii     | DE18 Gold · (13 Wo.)DE | AT10 (20 Wo.)AT | CH16 (13 Wo.)CH | UK68 (6 Wo.)UK | — | SE5 ×2Doppelplatin · (20 Wo.)SE | Erstveröffentlichung: 25. August 2015    |
| 2016 | Body Moves DNCE             | — | — | — | UK99 (1 Wo.)UK | — | — | Erstveröffentlichung: 30. September 2016 |
| 2018 | Dancer Flo Rida             | — | — | CH72 (1 Wo.)CH | — | — | — | Erstveröffentlichung: 2. März 2018       |
| 2019 | SOS Avicii feat. Aloe Blacc | DE8 Gold · (22 Wo.)DE | AT4 (24 Wo.)AT | CH3 (25 Wo.)CH | UK6 Platin · (22 Wo.)UK | US68 Gold · (3 Wo.)US | SE1 (47 Wo.)SE | Erstveröffentlichung: 10. April 2019     |